# Torneo de Birmingham
El Torneo de Birmingham (oficialmente Rothesay Classic) es un torneo profesional de tenis de la WTA que se realiza anualmente en el Edgbaston Priory Club de Edgbaston, Birmingham, Reino Unido. Llevado a cabo desde 1982, el torneo se juega en hierba al aire libre. Es uno de los eventos preparatorios para Wimbledon. A partir de la temporada 2014, la WTA lo elevó a categoría Premier. Actualmente es un torneo WTA 250.
La jugadora con más títulos es Pam Shriver, con 4 individuales.

## Palmarés

### Individual femenino
| 1982 | Billie Jean King                               | Rosalyn Fairbank                               | 6-2, 6-1                                       |                                                |                                                |
| 1983 | Billie Jean King                               | Alycia Moulton                                 | 6-0, 7-5                                       |                                                |                                                |
| 1984 | Pam Shriver                                    | Anne White                                     | 7-6, 6-3                                       |                                                |                                                |
| 1985 | Pam Shriver                                    | Betsy Nagelsen                                 | 6-1, 6-0                                       |                                                |                                                |
| 1986 | Pam Shriver                                    | Manuela Maleeva                                | 6-2, 7-6                                       |                                                |                                                |
| 1987 | Pam Shriver                                    | Larisa Savchenko                               | 4-6, 6-2, 6-2                                  |                                                |                                                |
| 1988 | Claudia Kohde-Kilsch                           | Pam Shriver                                    | 6-2, 6-1                                       |                                                |                                                |
| 1989 | Martina Navratilova                            | Natasha Zvereva                                | 6-4, 7-6(6)                                    |                                                |                                                |
| 1990 | Zina Garrison                                  | Helena Suková                                  | 6-4, 6-1                                       |                                                |                                                |
| 1991 | Martina Navratilova                            | Zina Garrison                                  | 7-6, 6-3                                       |                                                |                                                |
| 1992 | Brenda Schultz                                 | Jenny Byrne                                    | 6-2, 6-2                                       |                                                |                                                |
| 1993 | Lori McNeil                                    | Zina Garrison                                  | 6-4, 2-6, 6-3                                  |                                                |                                                |
| 1994 | Lori McNeil                                    | Zina Garrison                                  | 6-2, 6-2                                       |                                                |                                                |
| 1995 | Zina Garrison                                  | Lori McNeil                                    | 6-3, 6-3                                       |                                                |                                                |
| 1996 | Meredith McGrath                               | Nathalie Tauziat                               | 2-6, 6-4, 6-4                                  |                                                |                                                |
| 1997 | Nathalie Tauziat                               | Yayuk Basuki                                   | 2-6, 6-2, 6-2                                  |                                                |                                                |
| 1998 | Torneo suspendido por la lluvia                | Torneo suspendido por la lluvia                | Torneo suspendido por la lluvia                | Torneo suspendido por la lluvia                | Torneo suspendido por la lluvia                |
| 1999 | Julie Halard-Decugis                           | Nathalie Tauziat                               | 6-2, 3-6, 6-4                                  |                                                |                                                |
| 2000 | Lisa Raymond                                   | Tamarine Tanasugarn                            | 6-2, 6-7(9), 6-4                               |                                                |                                                |
| 2001 | Nathalie Tauziat                               | Miriam Oremans                                 | 6-3, 7-5                                       |                                                |                                                |
| 2002 | Jelena Dokić                                   | Anastasia Myskina                              | 6-2, 6-3                                       |                                                |                                                |
| 2003 | Magdalena Maleeva                              | Shinobu Asagoe                                 | 6-1, 6-1                                       |                                                |                                                |
| 2004 | María Sharápova                                | Tatiana Golovin                                | 4-6, 6-2, 6-1                                  |                                                |                                                |
| 2005 | María Sharápova                                | Jelena Janković                                | 6-2, 4-6, 6-1                                  |                                                |                                                |
| 2006 | Vera Zvonareva                                 | Jamea Jackson                                  | 7-6(12), 7-6(5)                                |                                                |                                                |
| 2007 | Jelena Janković                                | María Sharápova                                | 4-6, 6-3, 7-5                                  |                                                |                                                |
| 2008 | Kateryna Bondarenko                            | Yanina Wickmayer                               | 7-6(7), 3-6, 7-6(4)                            |                                                |                                                |
| 2009 | Magdaléna Rybáriková                           | Na Li                                          | 6-0, 7-6(2)                                    |                                                |                                                |
| 2010 | Na Li                                          | María Sharápova                                | 7-5, 6-1                                       |                                                |                                                |
| 2011 | Sabine Lisicki                                 | Daniela Hantuchová                             | 6-3, 6-2                                       |                                                |                                                |
| 2012 | Melanie Oudin                                  | Jelena Janković                                | 6-4, 6-2                                       |                                                |                                                |
| 2013 | Daniela Hantuchová                             | Donna Vekić                                    | 7-6(5), 6-4                                    |                                                |                                                |
| 2014 | Ana Ivanović                                   | Barbora Záhlavová-Strýcová                     | 6-3, 6-2                                       |                                                |                                                |
| 2015 | Angelique Kerber                               | Karolína Plíšková                              | 6-7(5), 6-3, 7-6(4)                            |                                                |                                                |
| 2016 | Madison Keys                                   | Barbora Strýcová                               | 6-3, 6-4                                       |                                                |                                                |
| 2017 | Petra Kvitová                                  | Ashleigh Barty                                 | 4-6, 6-3, 6-2                                  |                                                |                                                |
| 2018 | Petra Kvitová                                  | Magdaléna Rybáriková                           | 4-6, 6-1, 6-2                                  |                                                |                                                |
| 2019 | Ashleigh Barty                                 | Julia Görges                                   | 6-3, 7-5                                       |                                                |                                                |
| 2020 | No disputado debido a la Pandemia de COVID-19. | No disputado debido a la Pandemia de COVID-19. | No disputado debido a la Pandemia de COVID-19. | No disputado debido a la Pandemia de COVID-19. | No disputado debido a la Pandemia de COVID-19. |
| 2021 | Ons Jabeur                                     | Daria Kasátkina                                | 7-5, 6-4                                       |                                                |                                                |
| 2022 | Beatriz Haddad Maia                            | Shuai Zhang                                    | 5-4, ret.                                      |                                                |                                                |
| 2023 | Jeļena Ostapenko                               | Barbora Krejčíková                             | 7-6(8), 6-4                                    |                                                |                                                |
| 2024 | Yulia Putintseva                               | Ajla Tomljanović                               | 6-1, 7-6(8)                                    |                                                |                                                |

### Dobles femenino
| 2001 | Cara Black Elena Likhovtseva                   | Kimberly Po-Messerli Nathalie Tauziat          | 6-1, 6-2                                       |                                                |                                                |
| 2002 | Shinobu Asagoe Els Callens                     | Kimberly Po-Messerli Nathalie Tauziat          | 6-4, 6-3                                       |                                                |                                                |
| 2003 | Els Callens Meilen Tu                          | Alicia Molik Martina Navratilova               | 7-5, 6-4                                       |                                                |                                                |
| 2004 | Maria Kirilenko María Sharápova                | Lisa McShea Milagros Sequera                   | 6-2, 6-1                                       |                                                |                                                |
| 2005 | Daniela Hantuchová Ai Sugiyama                 | Eleni Daniilidou Jennifer Russell              | 6-2, 6-3                                       |                                                |                                                |
| 2006 | Jelena Janković Na Li                          | Jill Craybas Liezel Huber                      | 6-2, 6-4                                       |                                                |                                                |
| 2007 | Yung-Jan Chan Chia-Jung Chuang                 | Tiantian Sun Meilen Tu                         | 7-6(3), 6-3                                    |                                                |                                                |
| 2008 | Cara Black Liezel Huber                        | Séverine Bremond Virginia Ruano                | 6-2, 6-1                                       |                                                |                                                |
| 2009 | Cara Black Liezel Huber                        | Raquel Kops-Jones Abigail Spears               | 6-1, 6-4                                       |                                                |                                                |
| 2010 | Cara Black Lisa Raymond                        | Liezel Huber Bethanie Mattek-Sands             | 6-3, 3-2, ret.                                 |                                                |                                                |
| 2011 | Olga Govortsova Alla Kudryavtseva              | Sara Errani Roberta Vinci                      | 1-6, 6-1, [10-5]                               |                                                |                                                |
| 2012 | Timea Babos Su-Wei Hsieh                       | Liezel Huber Lisa Raymond                      | 7-5, 6-7(2), [10-8]                            |                                                |                                                |
| 2013 | Ashleigh Barty Casey Dellacqua                 | Cara Black Marina Erakovic                     | 7-5, 6-3                                       |                                                |                                                |
| 2014 | Raquel Kops-Jones Abigail Spears               | Ashleigh Barty Casey Dellacqua                 | 7-6(1), 6-1                                    |                                                |                                                |
| 2015 | Garbiñe Muguruza Carla Suárez                  | Andrea Hlaváčková Lucie Hradecká               | 6-4, 6-4                                       |                                                |                                                |
| 2016 | Karolína Plíšková Barbora Strýcová             | Vania King Alla Kudryavtseva                   | 6-3, 7-6(1)                                    |                                                |                                                |
| 2017 | Ashleigh Barty Casey Dellacqua                 | Hao-Ching Chan Shuai Zhang                     | 6-1, 2-6, [10-8]                               |                                                |                                                |
| 2018 | Tímea Babos Kristina Mladenovic                | Elise Mertens Demi Schuurs                     | 4-6, 6-3, [10-8]                               |                                                |                                                |
| 2019 | Su-Wei Hsieh Barbora Strýcová                  | Anna-Lena Grönefeld Demi Schuurs               | 6-4, 6-7(4), [10-8]                            |                                                |                                                |
| 2020 | No disputado debido a la Pandemia de COVID-19. | No disputado debido a la Pandemia de COVID-19. | No disputado debido a la Pandemia de COVID-19. | No disputado debido a la Pandemia de COVID-19. | No disputado debido a la Pandemia de COVID-19. |
| 2021 | Marie Bouzková Lucie Hradecká                  | Ons Jabeur Ellen Perez                         | 6-4, 2-6, [10-8]                               |                                                |                                                |
| 2022 | Lyudmyla Kichenok Jeļena Ostapenko             | Elise Mertens Shuai Zhang                      | w/o                                            |                                                |                                                |
| 2023 | Marta Kostyuk Barbora Krejčíková               | Storm Hunter Alycia Parks                      | 6-2, 7-6(7)                                    |                                                |                                                |
| 2024 | Su-wei Hsieh Elise Mertens                     | Miyu Kato Shuai Zhang                          | 6-1, 6-3                                       |                                                |                                                |